# 温特巴赫 (巴伐利亚州)
温特巴赫（德語：Winterbach，發音：[ˈvɪntɐˌbax]）是德国巴伐利亚州施瓦本行政区金茨堡县的市镇，总面积14.82平方千米，2023年12月31日总人口为768人。